# The Book Beri'ah - Da'at
Da'at  est le disque numéro 11 du coffret The Book Beri'ah, troisième volet du projet Masada de John Zorn. Il est interprété par les pianistes Craig Taborn et Vadim Neselovskyi, qui jouent en solo, en duo sur 2 pièces, et en trio dans le cas de Vadim Neselovskyi. Les pièces sont des reprises des titres de l'album Keter, premier volume du Book Beri'ah, ainsi qu'une reprise du volume 4, Chesed.

## Titres
| No  | Titre    | Durée |
| --- | -------- | ----- |
| 1.  | Penimi   | 5:21  |
| 2.  | Setumah  | 4:57  |
| 3.  | Bohu     | 3:05  |
| 4.  | Kayam    | 5:52  |
| 5.  | Penimi   | 9:33  |
| 6.  | Ketarim  | 6:08  |
| 7.  | Ge'ulah  | 4:14  |
| 8.  | Rachamin | 4:46  |
| 9.  | Orot     | 3:45  |
| 10. | Tikkun   | 3:26  |
| 11. | Bohu     | 5:48  |
| 12. | Kayam    | 9:27  |
| 13. | Penimi   | 6:12  |

## Personnel
- Craig Taborn - piano (1-7)
- Vadim Neselovskyi - piano (6-13)
- Dan Loomis - basse (11-13)
- Ronen Itzik - batterie (11-13)